# Quentin Bryce
Quentin Alice Louise Bryce (geboren als Strachan; Brisbane, 23 december 1942) was van 2008 tot 2014 de 25e gouverneur-generaal van Australië. Ze was de eerste vrouw in die functie en was voordien gouverneur van Queensland van 2003 tot 2008.
- Australian Women's Register: AWE4213b
- International Standard Name Identifier: 0000 0000 6579 2783
- Nationale bibliotheek van Australië: 35733407
- Virtual International Authority File: 93239212